# Sint-Gilliskerk (Rumsdorp)

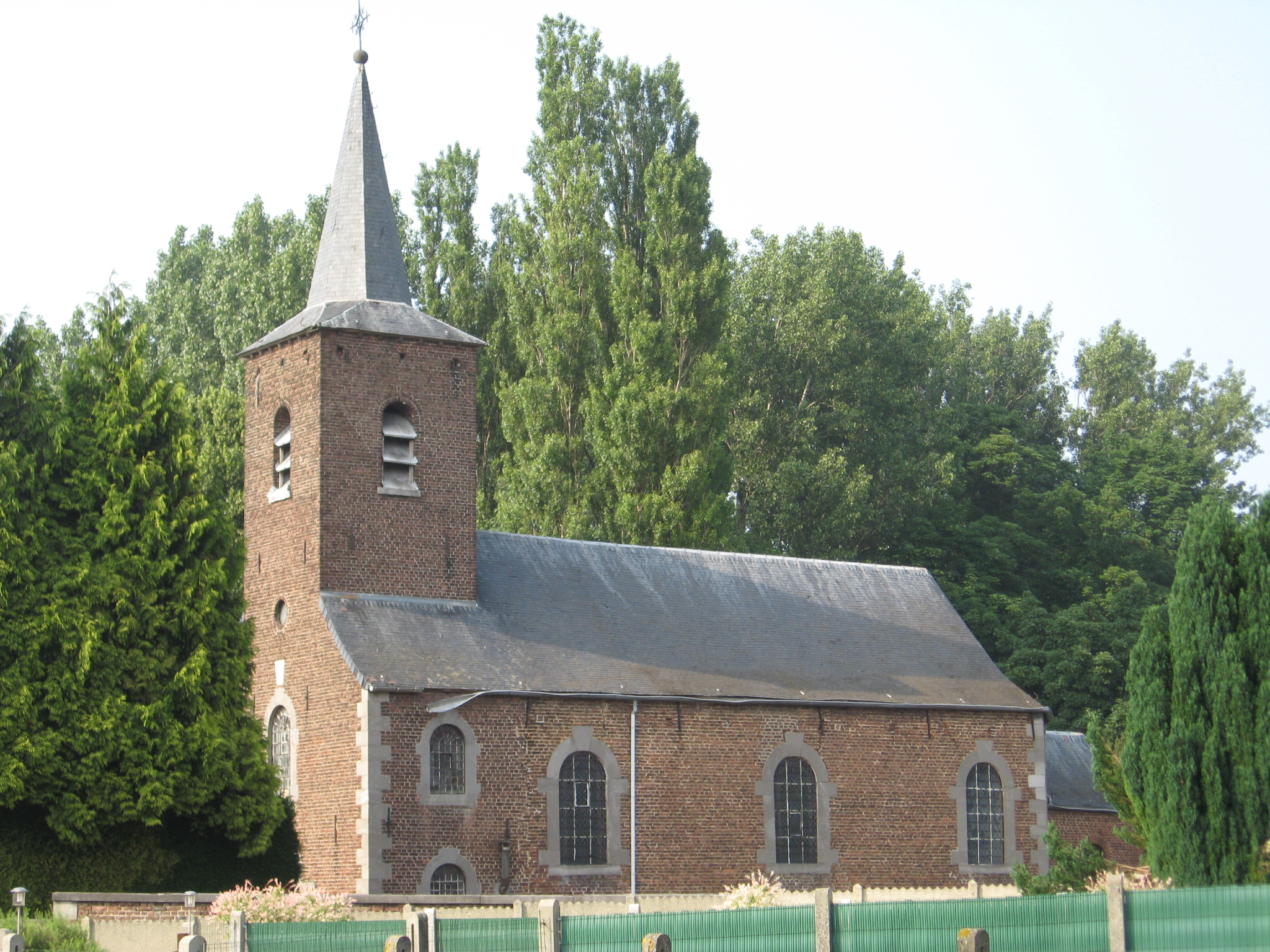
Sint-Gilliskerk

De Sint-Gilliskerk is de parochiekerk van de tot de Vlaams-Brabantse gemeente Landen behorende plaats Rumsdorp, gelegen aan de Rumsdorpstraat.

## Geschiedenis
In 1280 was er al een kapel, behorende tot de Quinte Kapellen ofwel een vijftal kapelanieën met als centrum de Sint-Gertrudisparochie te Landen. Oorspronkelijk was de kapel toegewijd aan Onze-Lieve-Vrouw maar na de Franse Revolutie werd dit Sint-Gillis.
De huidige kerk is van 1726 en werd gebouwd op kosten van het Sint-Lambertuskapittel te Luik, dat het tiendrecht bezat. Dit blijkt ook uit een gedenkplaat met de tekst: Expensis Capituli Sancti Lamberti Leodensis 1727. In de 19e eeuw werd de voorgevel met de ingebouwde toren gebouwd.

## Gebouw
Het betreft een classicistisch kerkgebouw met rondboogvensters in de zuidwand. In de noordwand zitten geen vensters, behalve in de 19e-eeuwse toevoeging.
De kerk wordt omgeven door een kerkhof.

## Interieur
De kerk bezit een portiekaltaar uit de 2e helft van de 18e eeuw met als alt aarstuk een 18e-eeuws schilderij Onbevlekte ontvangenis. Uit dezelfde tijd is een biechtstoel. Het orgel werd omstreeks 1900 vervaardigd door de firma Wed. H. Geurts & Cie.